# 詹姆斯·西蒙斯
詹姆斯·哈里斯·西蒙斯（英語：James Harris Simons，1938年4月25日—2024年5月10日），生於美国麻薩諸塞州紐頓，数学家、投资家和慈善家。他于1982年创立了对冲基金公司——文艺复兴科技公司。2019年7月，《福布斯》报道其身价为高达217亿美金，是世界上第44富有的人。在2019年美國400富豪榜，他以216億美元的資產，排名第21名。
而他在離世時，《福布斯》报道其身价达314亿美金，是世界上第51富有的人。

## 生平
西蒙1958年毕业于麻省理工学院，1962年在伯克利加州大学获得博士学位。他曾任教于麻省理工学院、哈佛大学和纽约州立大学石溪分校，并担任纽约州立大学石溪分校的数学系主任。陳-西蒙斯形式就是以陈省身和他命名的。1976年，他获得了美国数学会的奥斯瓦尔德·维布伦奖。
1982年，他转行投资业。他所创办的对冲基金获得了极大的成功，他也以74亿美元成为美国最富有人之一。他还是美国国家数学科学研究所的主要捐助人之一，也曾担任该研究所的理事会成员。